# Coscineuscelus psidii
Coscineuscelus psidii es una especie de coleóptero de la familia Attelabidae.

## Distribución geográfica
Habita en Brasil.